# Spyro: Adventure
Spyro Adventure (kendt som Spyro: Attack of the Rhynocs i USA) er et platformspil udgivet til Game Boy Advance i Nordamerika og PAL-regionerne i 2003. Det var det første spil i serien uden et livsystem, og var det tredje spil der blev udgivet til Game Boy Advance. Spillet blev desuden ikke udgivet i Japan.
| computerspil | Spire Denne computerspilsrelaterede artikel er en spire som bør udbygges. Du er velkommen til at hjælpe Wikipedia ved at udvide den. |